# Gibel' sensacii
Gibel' sensacii (Гибель сенсации) è un film del 1935 diretto da Aleksandr Nikolaevič Andrievskij.